# Salies-de-Béarn
Salies-de-Béarn é uma comuna francesa na região administrativa da Nova Aquitânia, no departamento dos Pirenéus Atlânticos. Estende-se por uma área de 51,81 km². Em 2010 a comuna tinha 4 718 habitantes (densidade: 91,1 hab./km²).